# Cão da carolina
O cão da Carolina, também conhecido como cão amarelo, cão yaller, dingo americano, ou dingo Dixie, é uma raça de cão feral de médio porte ocasionalmente encontrada selvagem no sudeste dos Estados Unidos, especialmente em trechos isolados de pinheiros de folhas longas e pântanos de ciprestes. Os esforços para estabelecê-los como uma raça padronizada ganharam o reconhecimento da raça Carolina Dog em dois clubes de canis menores e a aceitação total no programa de estabelecimento de raça de um grande clube de canis.

## Origem
Originalmente uma raça nativa, o cão doméstico tenha se originado na Ásia e tenha sido levado por povos antigos, tanto do leste quanto do oeste, para todas as partes do mundo habitado. Que essa migração tenha começado no final do Pleistoceno parece altamente provável.
Glover Morrill Allen cita estudos do final do século XIX sobre restos mortais de cães que podiam ser encontrados do Alasca à Flórida, às Grandes Antilhas e a oeste das Grandes Planícies, e que também foram escavados em montes indígenas
Com o tempo, o cão da Carolina foi redescoberto vivendo como uma população livre por I. Lehr Brisbin Jr., embora originalmente documentado em publicações relacionadas a cães americanos na década de 1920.
Apesar do nome, não é o cão do estado da Carolina do Norte (Plott Hound) ou da Carolina do Sul (Boykin Spaniel).

## Galeria

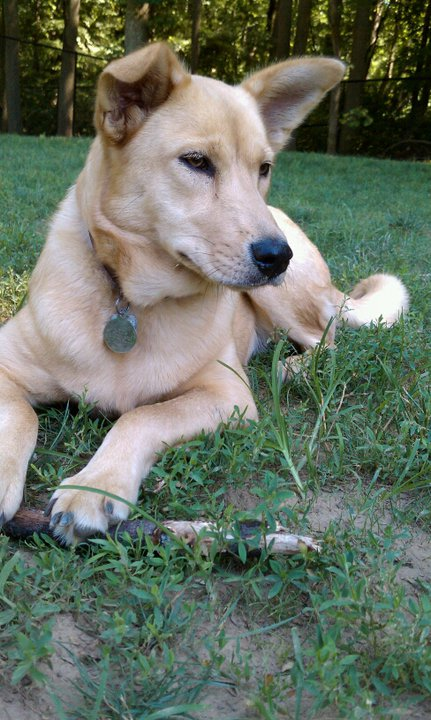
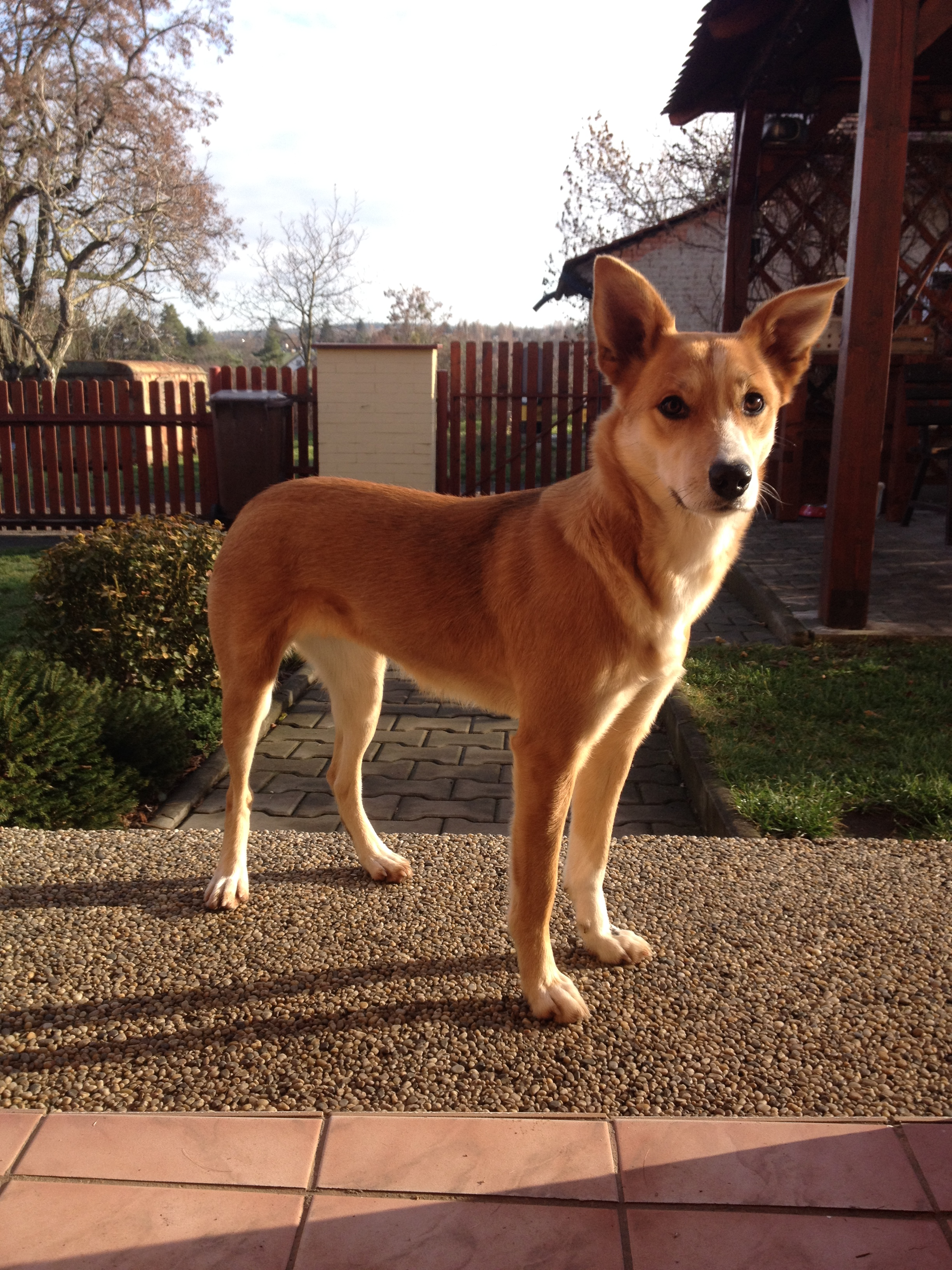
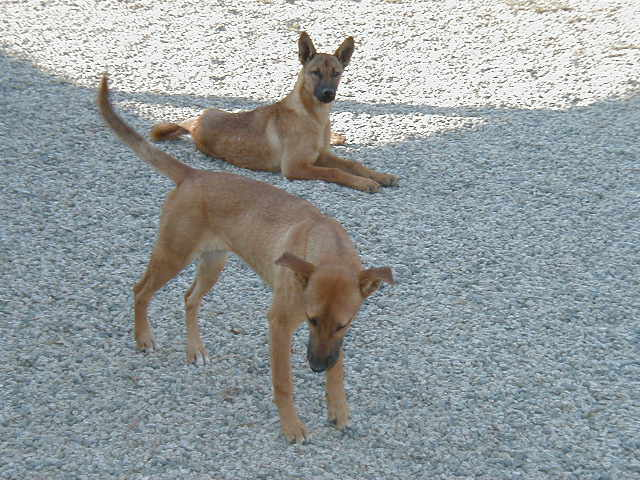
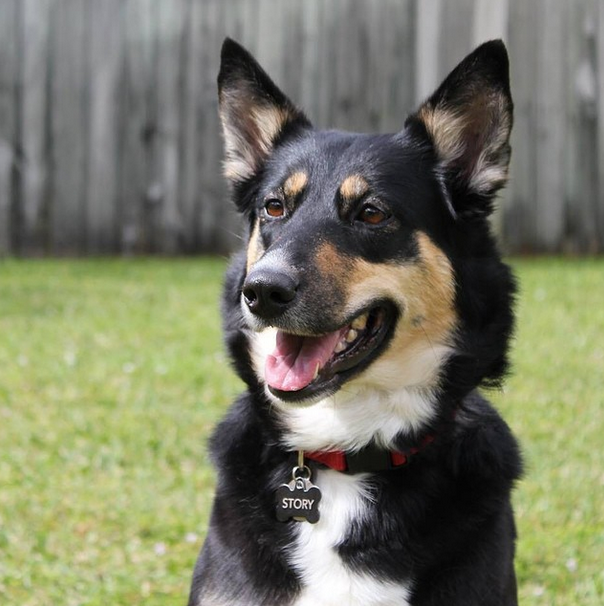
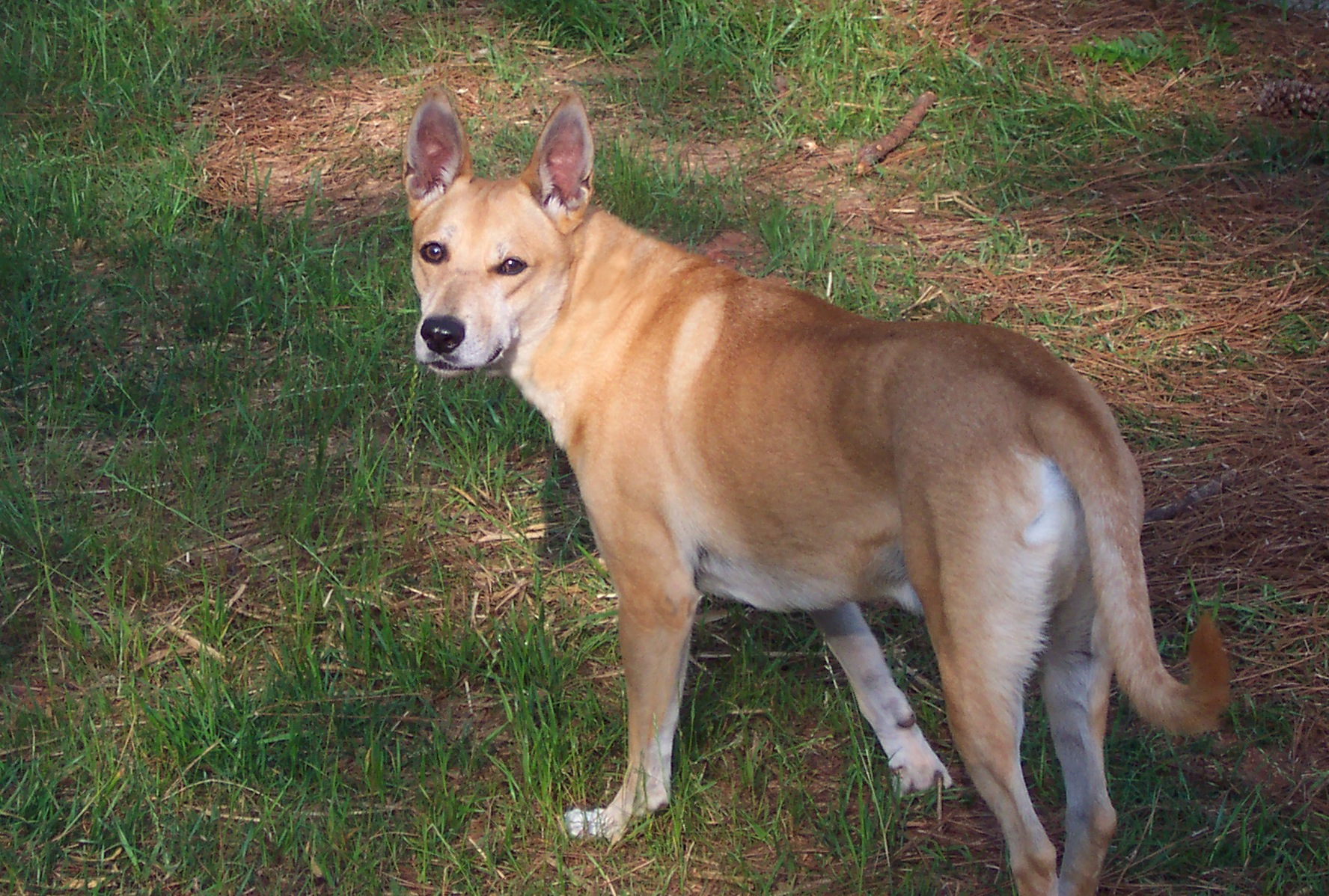
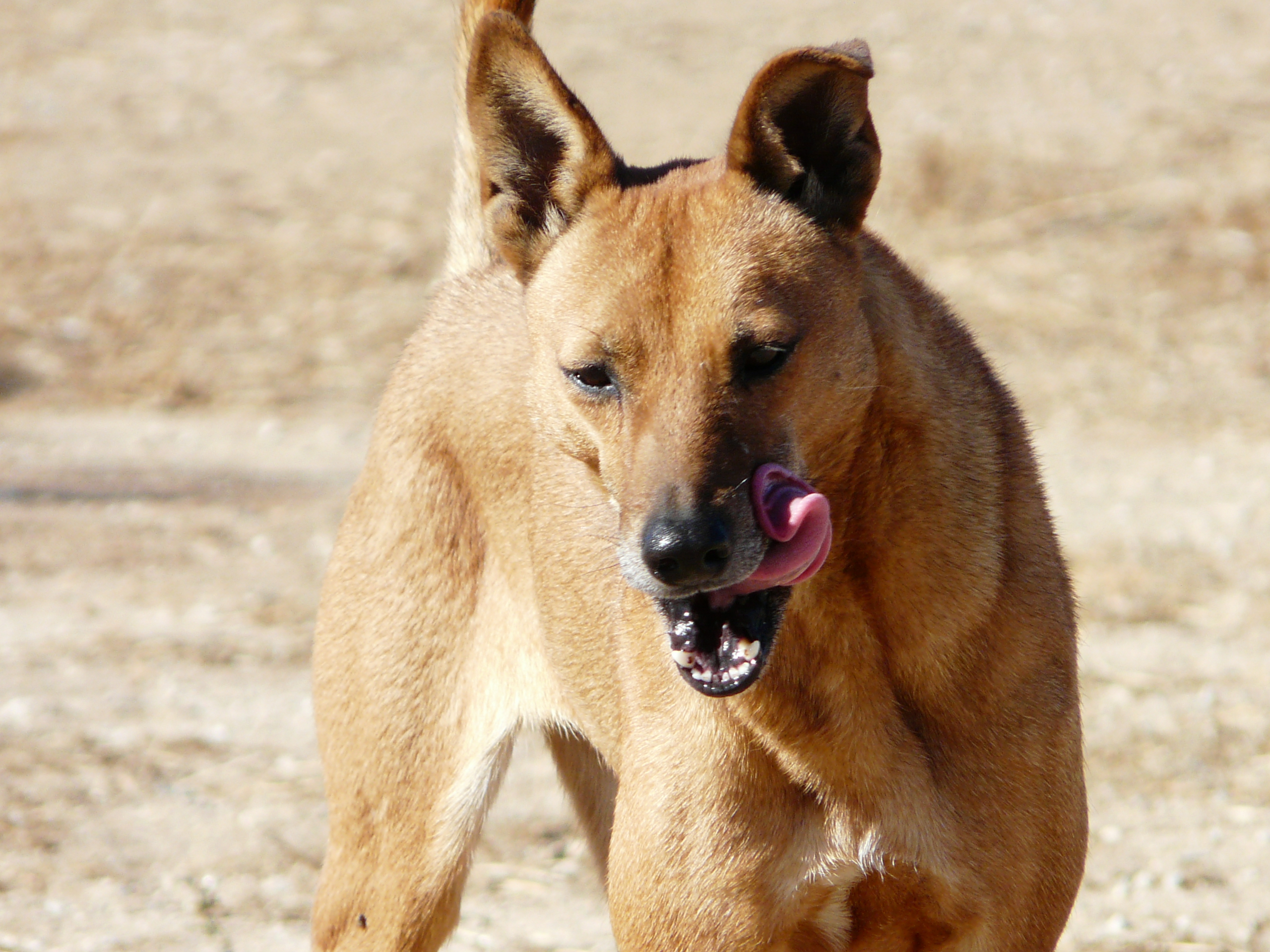
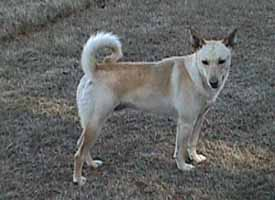
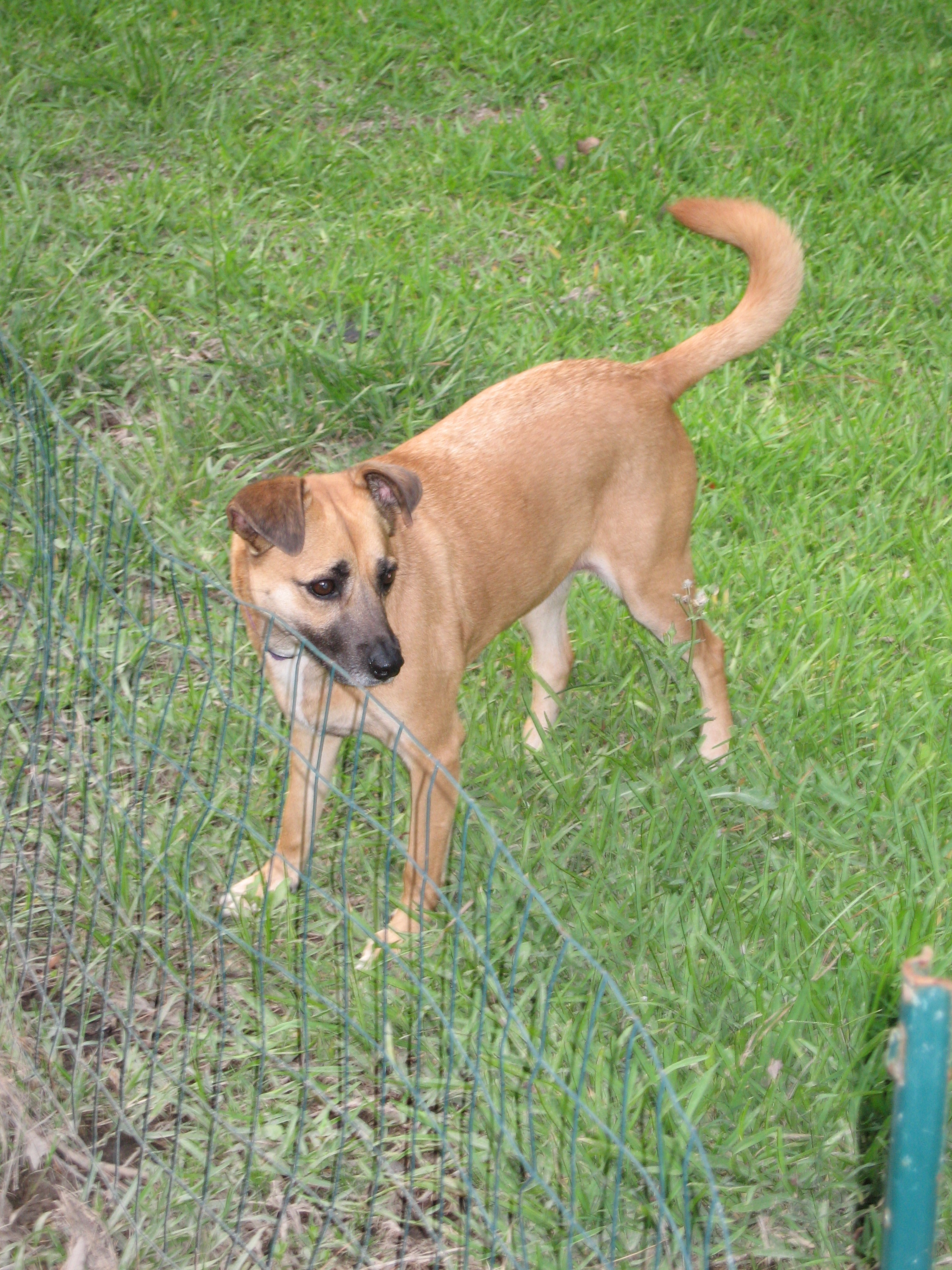
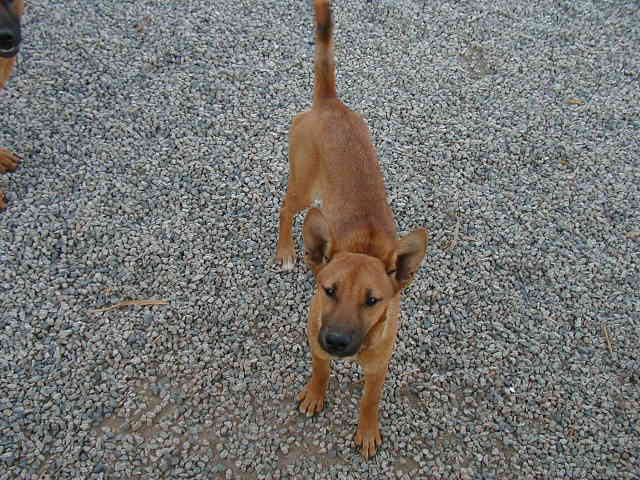
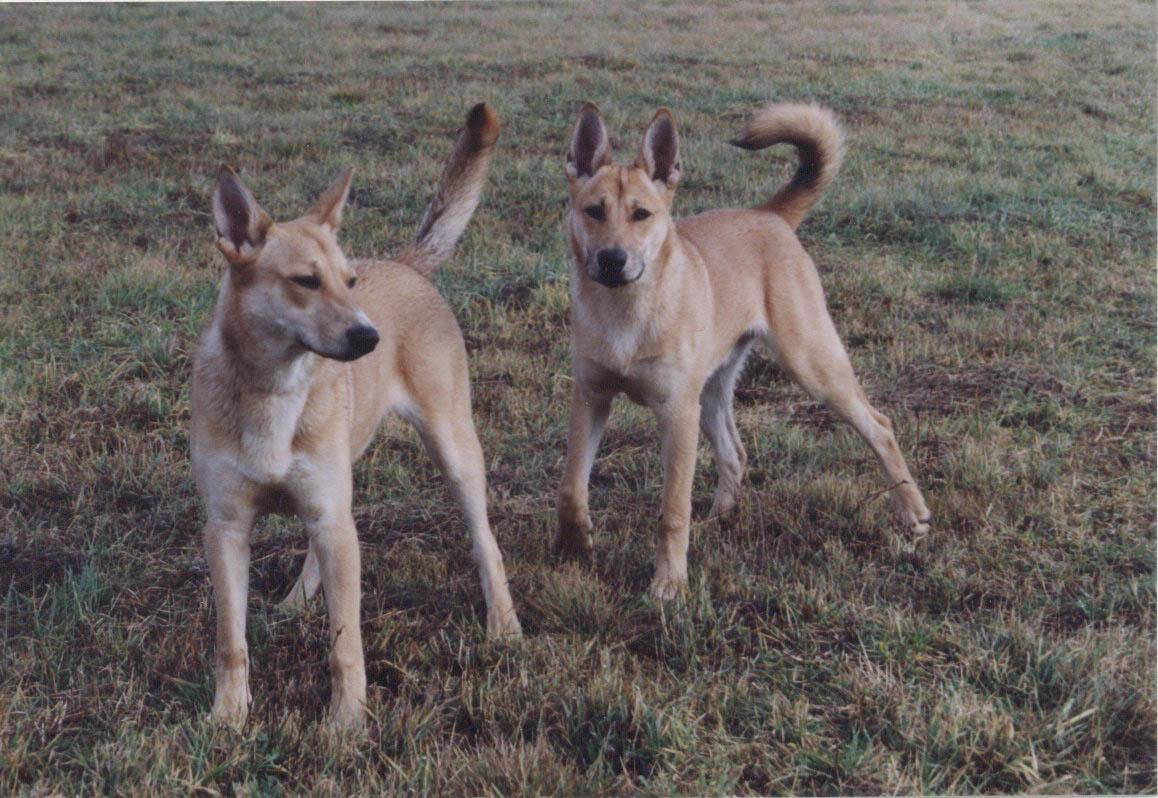
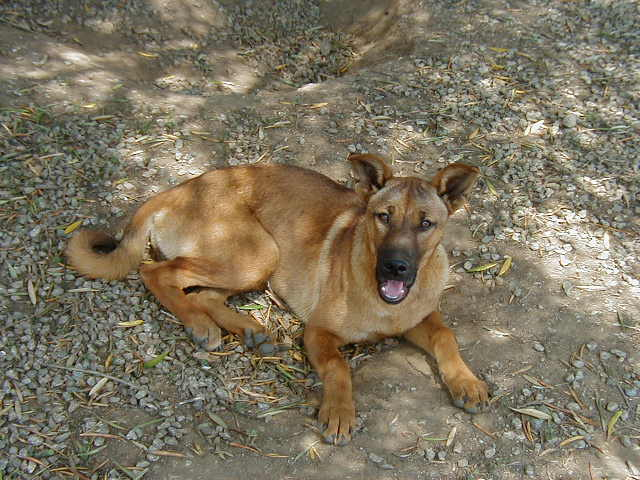
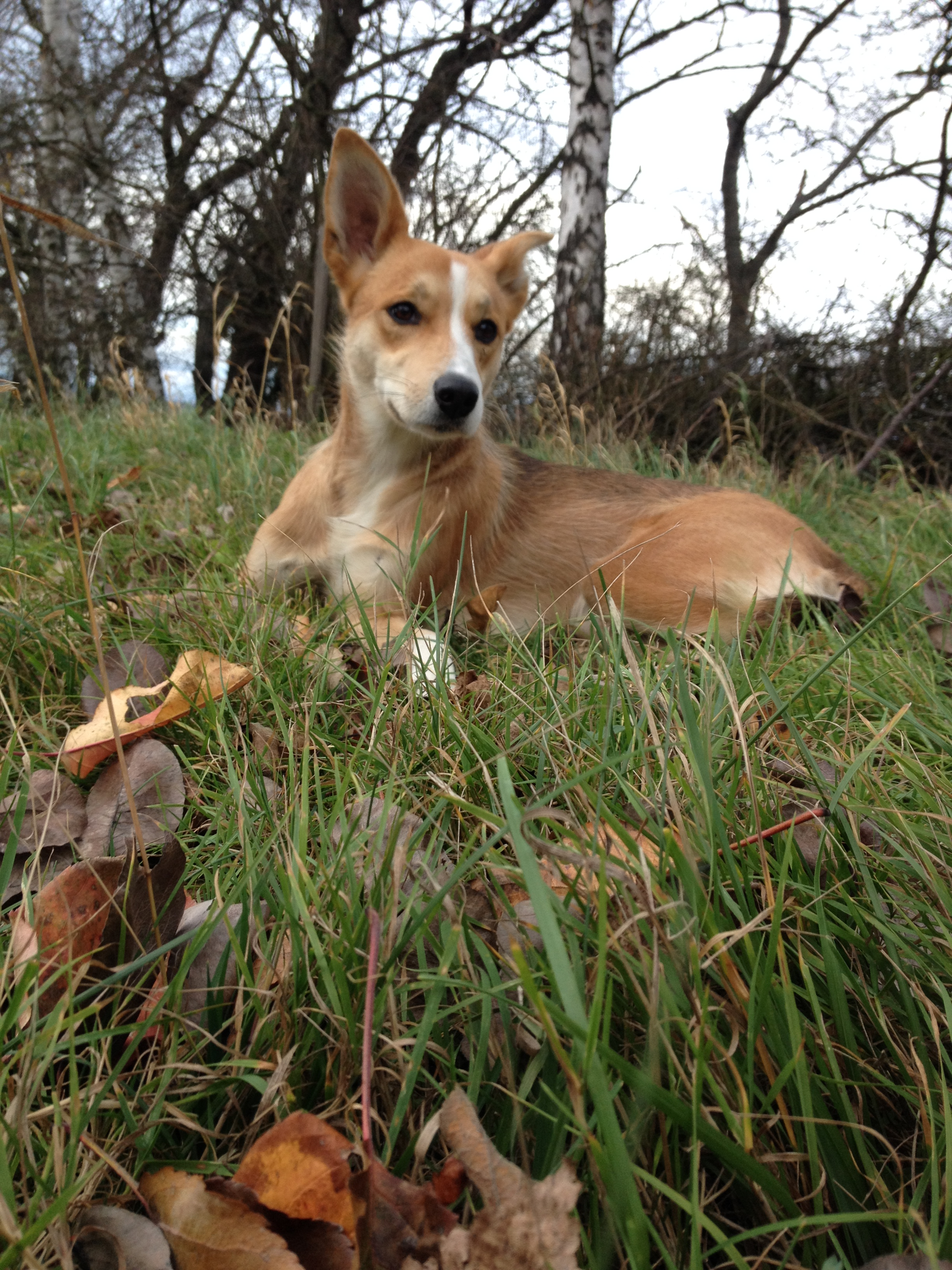
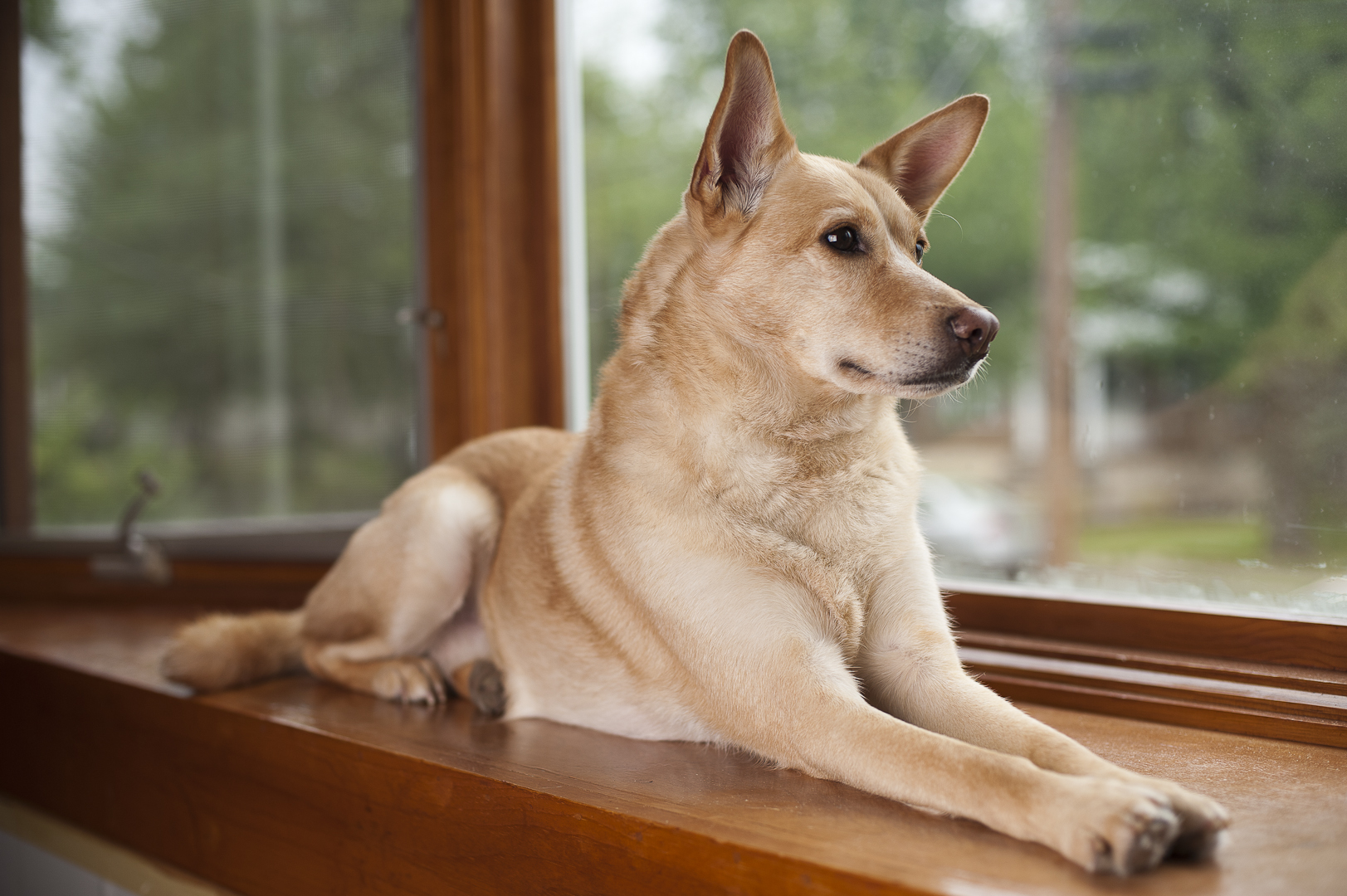
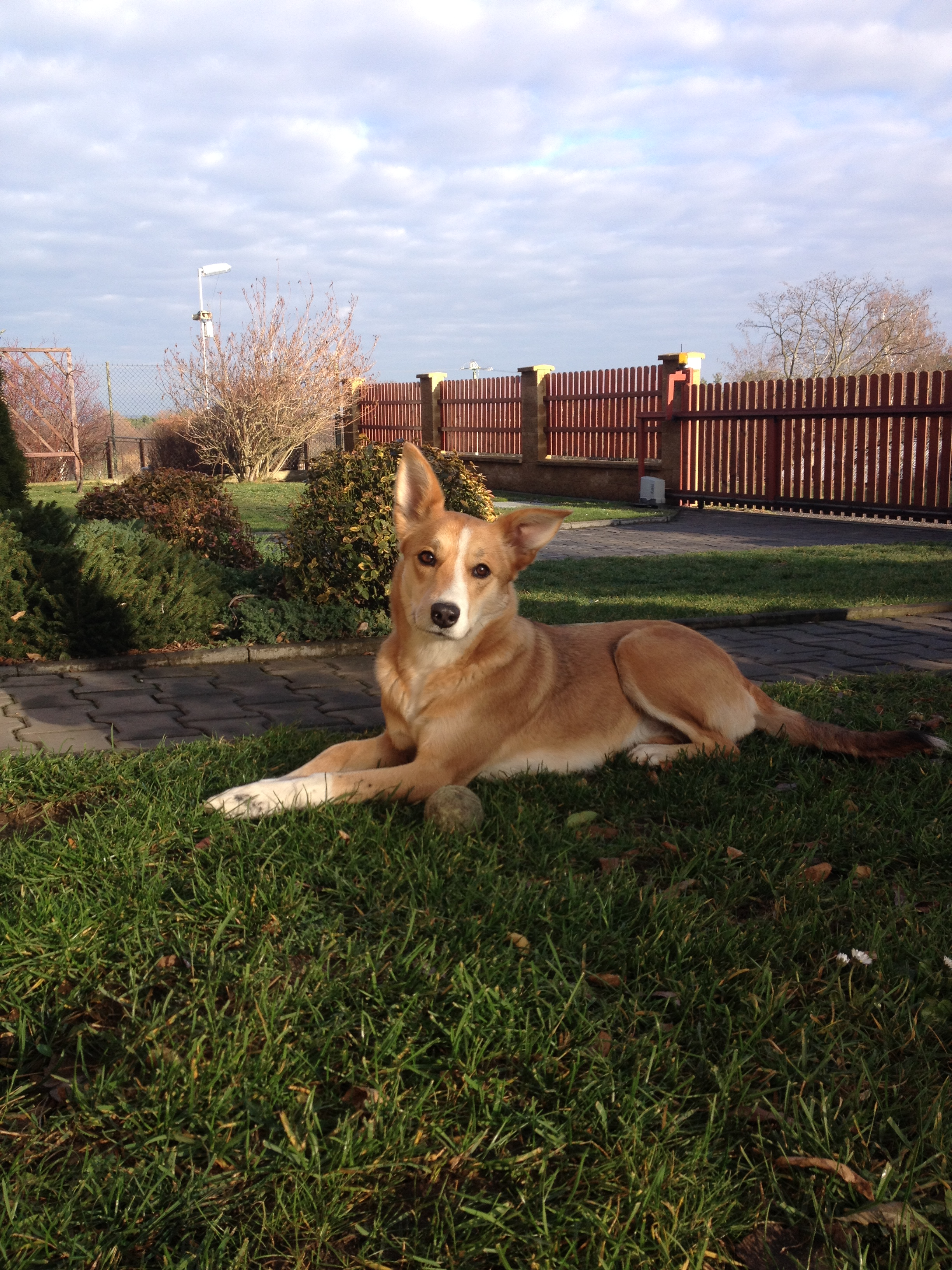
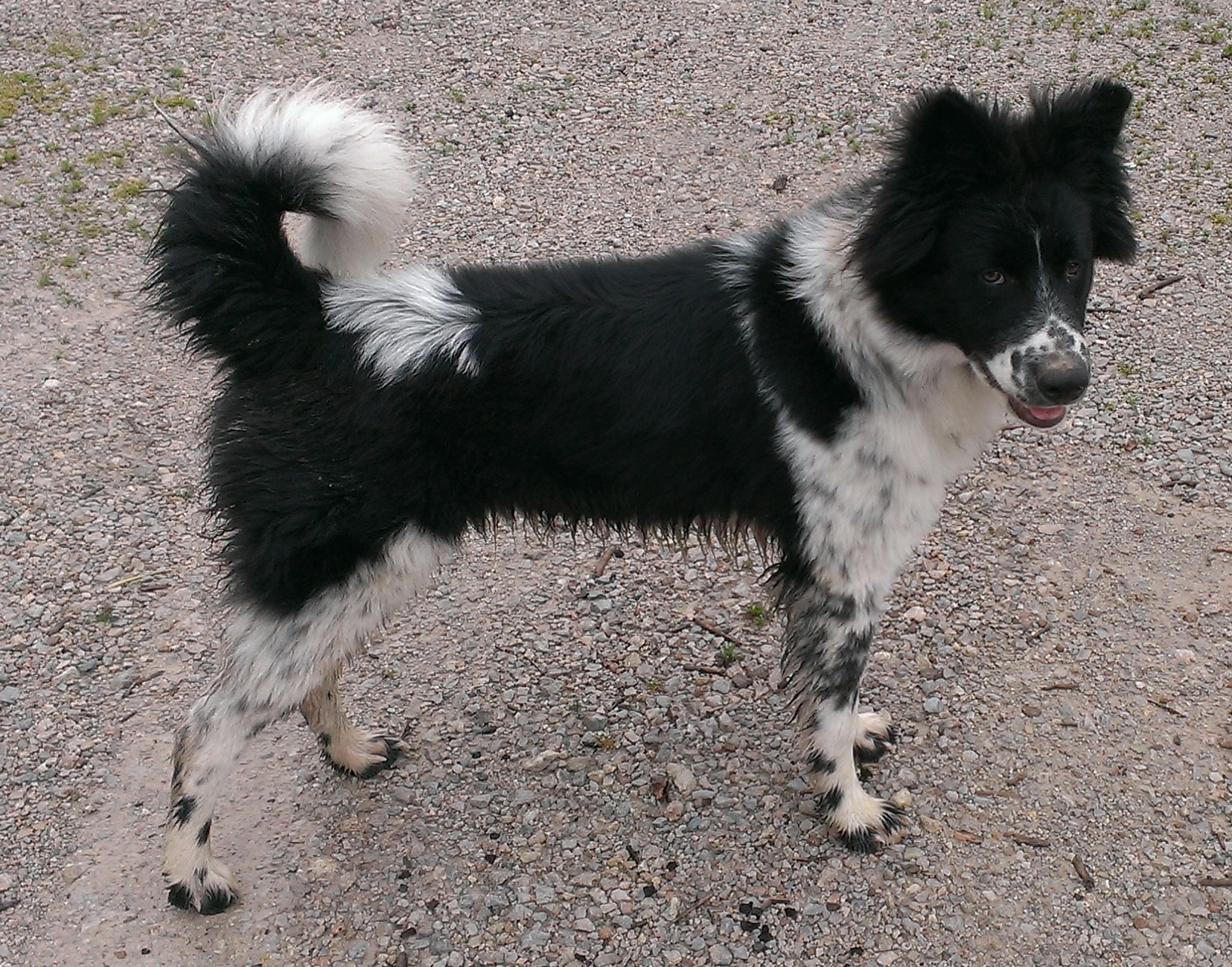
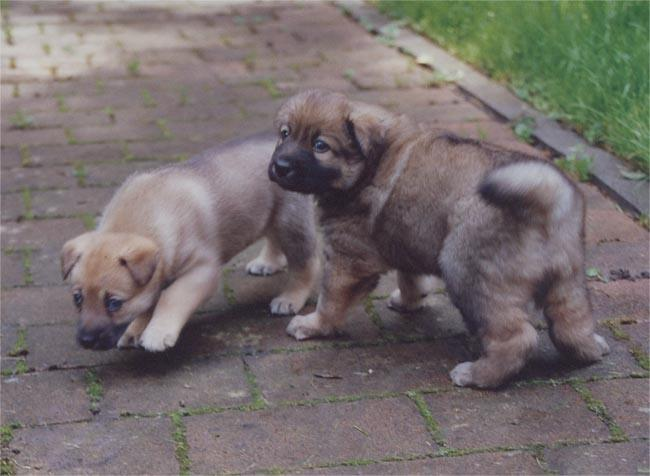
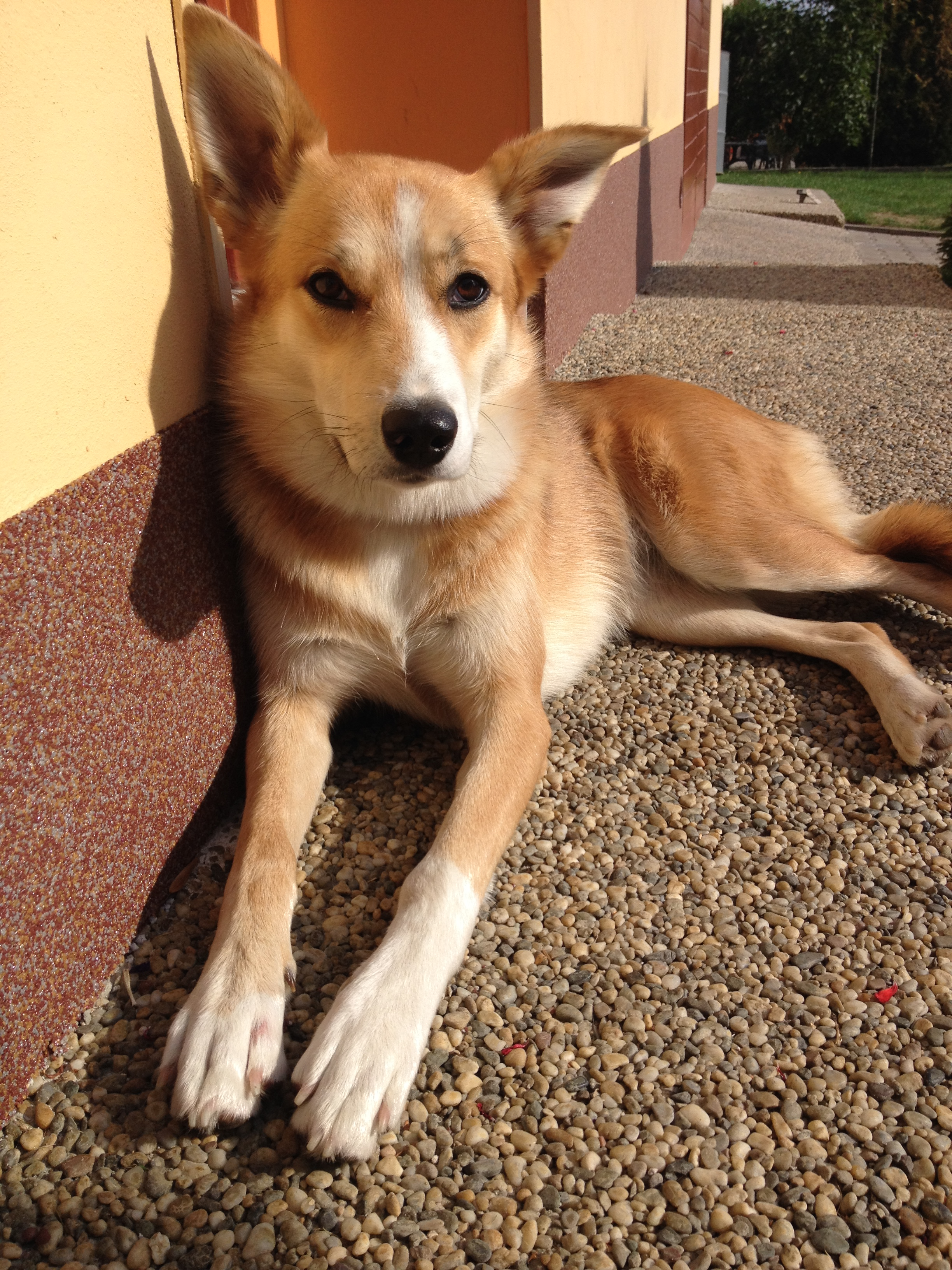
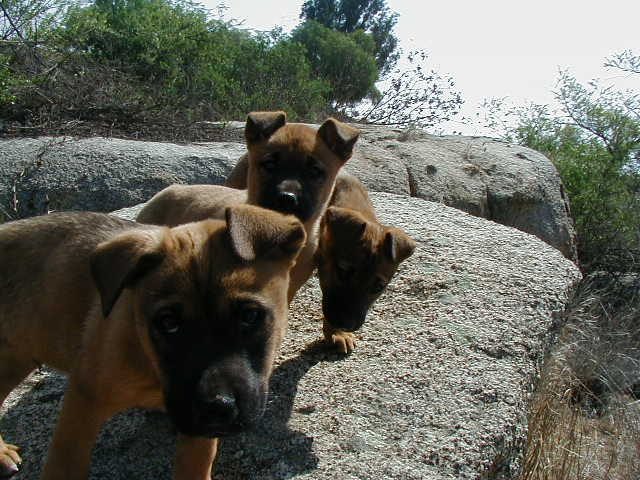
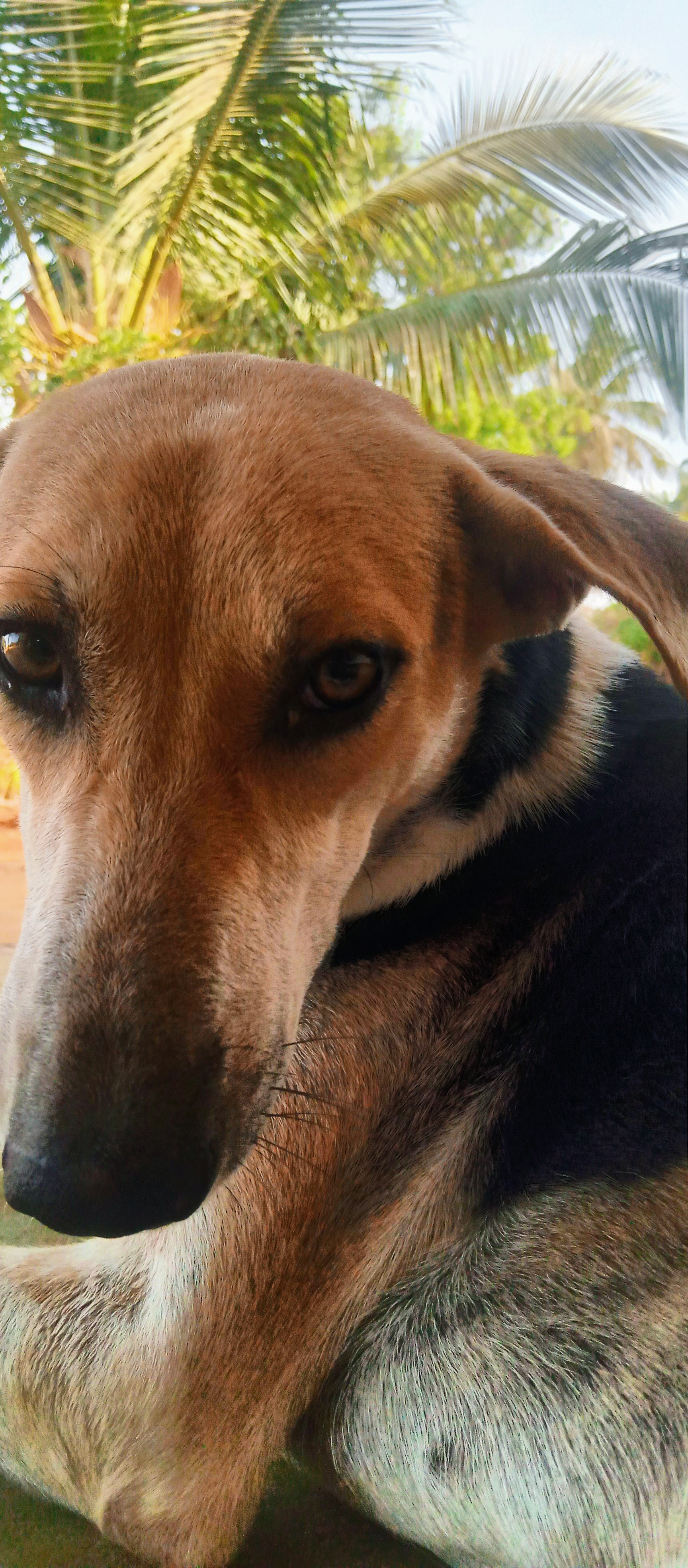
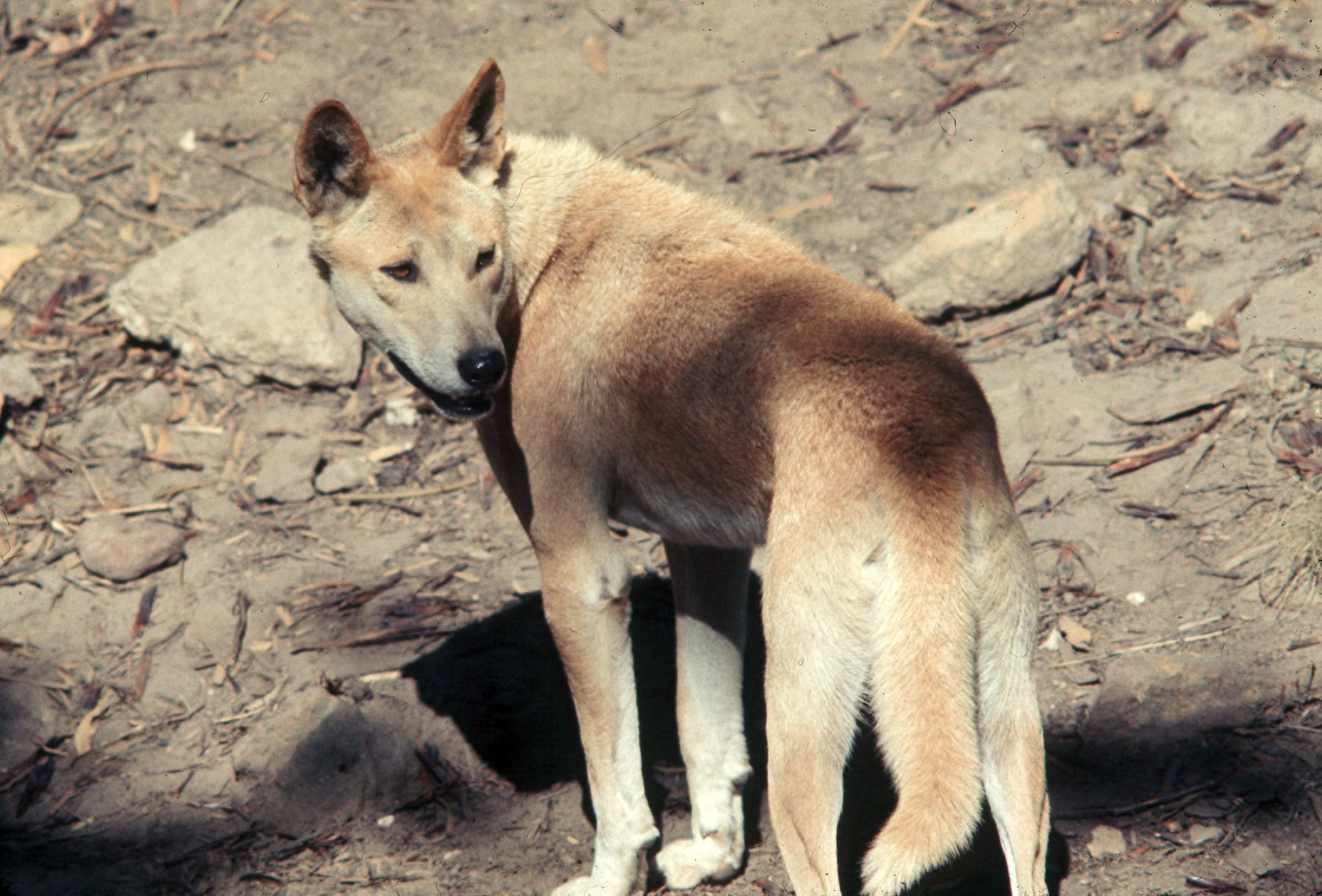